# 1997 UP8
1997 UP8 är en asteroid i huvudbältet som upptäcktes den 23 oktober 1997 av de båda japanska astronomerna Seiji Ueda och Hiroshi Kaneda i Kushiro.